# Fred Schulz (Fußballspieler)
Alfred „Fred“ Schulz (* 27. Oktober 1903; † 3. April 1990) war ein deutscher Fußballspieler und Fußballtrainer.

## Laufbahn

### Spieler
Aktiv als Spieler war Schulz beim Halleschen FC Wacker. In der Runde 1927/28 feierte er mit Halle die Meisterschaft von Mitteldeutschland. Das Finale am 22. April 1928 gewann Wacker mit 1:0 in Dresden gegen den einheimischen Dresdner SC. In der Endrunde um die deutsche Meisterschaft verlor Halle am 8. Juli 1928 mit 0:3 Toren gegen den 1. FC Nürnberg. Fred Schulz spielte auf der Position des Außenläufers. In der Saison 1933/34 hielt der Routinier als Mittelläufer die Abwehr zusammen und feierte mit seinen Kameraden aus Sachsen-Anhalt die Meisterschaft in der Gauliga Mitte. Konkurrenten waren die Teams aus Erfurt, Jena, Magdeburg, Bitterfeld und Steinach. Im eigenen Stadion an der Dessauer Straße gaben die Saalestädter keinen Punkt ab. In den Endrundenspielen scheiterte man an den Gegnern aus Nürnberg, Dresden und Fulda.
Fred Schulz wurde in den Runden 1929/30 und 1930/31 dreimal in die Auswahl von Mitteldeutschland berufen. In den Jahren 1933 und 1934 kamen noch vier Spiele für den Gau Mitte hinzu.

### Trainer

#### ZSG Union/Turbine Halle, 1949 bis 1953
Ab der Runde 1949/50 übte Fred Schulz das Amt des Cheftrainers bei ZSG Union Halle (später Turbine Halle) in der DDR-Oberliga aus. In der dritten Saison 1951/52 führte er die Spieler Otto Werkmeister (Kapitän), Otto Knefler, Herbert Rappsilber, Karl Gola und Erich Haase zum Gewinn des Meistertitels in der DDR. Im heimischen Kurt-Wabbel-Stadion verzeichnete man in der Meisterrunde mit 22.170 Besuchern einen beachtlichen Zuschauerschnitt. Die Handschrift des Trainers zeichnete sich durch die Attribute „technisch gepflegter Spielweise“ und „Meister fürs Auge“ aus. In der Saison 1952/53 wurde Fred Schulz am 10. April 1953 entlassen und wechselte darauf in die Bundesrepublik.
Als Nachfolger von Helmut Schön betreute er am 23. April 1950 in Zwickau die DDR-Auswahl beim 3:1-Erfolg gegen Sachsen. Schulz gehörte dem im Oktober 1952 gebildeten Trainer-Rat der DDR an, dem als Vorsitzender und zugleich Nationaltrainer Willi Oelgard vorstand. Da der Trainer-Rat nicht harmonierte, trat Fred Schulz von sich aus zurück.

#### Werder Bremen, 1953 bis 1958 und 1978
Fred Schulz trainierte in der Oberliga Nord von 1953/54 bis 1957/58 Werder Bremen. Die ehemaligen Hallenser Spieler Ebert II, Haase, Heyse und Knefler hatten auch den Weg nach Bremen gefunden. Ab der Runde 1954/55 gehörte Willi Schröder dem Team von Fred Schulz an. Georg Knöpfle löste zur Runde 1958/59 den Mann aus Halle als Trainer der Oberliga-Elf ab. Nun übernahm Fred Schulz die Werder-Amateure. Am 30. Dezember 1961 gelang ihm mit einem 3:0-Erfolg gegen den Hamburger SV eine Sensation im norddeutschen Pokal. Danach wechselte er auf Jahre in das Amt des Ligaobmannes beim SV Werder. Als in der Runde 1977/78 in der Fußball-Bundesliga Trainer Hans Tilkowski zum 19. Dezember 1977 entlassen wurde, benötigte der Manager Rudi Assauer einen lizenzierten Trainer an seiner Seite. Fred Schulz, er hatte die Fußball-Lehrer-Lizenz im Jahre 1957 erworben, übernahm darauf zum 2. Januar 1978 für ein halbes Jahr das Traineramt bei Werder Bremen. Mit einem Alter von 74 Jahren und 184 Tagen am letzten Spieltag der Saison 1977/78 (29. April 1978) ist Schulz bis heute der älteste Trainer, der jemals eine Bundesligamannschaft betreut hat.

## Aussage
Herbert Rappsilber äußerte sich in einem Interview im LIBERO Nr. D 4 aus dem Jahre 1992 über seinen ehemaligen Trainer Fred Schulz mit den Worten:
"Er war als Spieler ein Supertechniker und so war er auch als Trainer. Er hat von uns verlangt, dass wir mehr Technik bevorzugen und ist damals von der sogenannten 'Konditions-Bolzerei' abgegangen. Obwohl wir im Training mehr die technischen Dinge bevorzugt haben, bedeutete dies nicht, dass wir weniger gelaufen sind.
Er lag als Auswahltrainer auf derselben Welle wie Helmut Schön. Alfred Schulz war kein harter Mann, wie auch Helmut Schön versuchte er es auf die menschliche Weise. Damit stand er auch konträr zu den Verantwortlichen der Sektion Fußball der DDR, die es gerne andersherum wollten. Dies war auch der Grund, warum Fred Schulz frühzeitig das Handtuch geworfen hat."

## Persönliches
Sohn Hans Schulz wurde 1965 mit dem SV Werder Bremen Deutscher Meister. Im LIBERO Nr. D 15 aus dem Jahre 1998 von der IFFHS wird Fred Schulz bei der Wahl des „Ostdeutschen Trainers des Jahrzehnts“ (1945–1960) auf dem 7. Platz registriert.